# Saint-Pierre-sur-Orthe
Saint-Martin-de-Connée ist eine Ortschaft und eine Commune déléguée in der französischen Gemeinde Vimartin-sur-Orthe mit 476 Einwohnern (Stand: 1. Januar 2022) im Département Mayenne in der Region Pays de la Loire. Die Einwohner werden Pétruciens genannt.
Die Gemeinde Saint-Pierre-sur-Orthe wurde am 1. Januar 2021 mit Saint-Martin-de-Connée und Vimarcé zur Commune nouvelle Vimartin-sur-Orthe zusammengeschlossen. Sie hat seither den Status einer Commune déléguée. Die Gemeinde Saint-Pierre-sur-Orthe gehörte zum Arrondissement Mayenne und zum Kanton Évron.

## Geographie
Saint-Pierre-sur-Orthe liegt etwa 44 Kilometer nordöstlich von Laval am Fluss Orthe. Der Ort liegt im Regionalen Naturpark Normandie-Maine. Umgeben wurde die Gemeinde Saint-Pierre-sur-Orthe von den Nachbargemeinden Saint-Germain-de-Coulamer im Norden, Mont-Saint-Jean im Osten, Sillé-le-Guillaume im Osten und Südosten, Le Grez im Südosten und Süden, Vimarcé im Süden und Südwesten, Saint-Martin-de-Connée im Westen sowie Saint-Thomas-de-Courceriers im Nordwesten.

## Bevölkerungsentwicklung
| Jahr                       | 1962 | 1968 | 1975 | 1982 | 1990 | 1999 | 2006 | 2013 | 2021 |
| Einwohner                  | 886  | 785  | 660  | 565  | 542  | 531  | 489  | 459  | 471  |
| Quellen: Cassini und INSEE |      |      |      |      |      |      |      |      |      |

## Sehenswürdigkeiten
- Kirche Saint-Pierre aus dem 12. Jahrhundert
- Schloss Les Bois aus dem 17. Jahrhundert

## Persönlichkeiten
- Vital Grandin (1829–1902), Missionar, Bischof von Saint-Albert